# Tristan et Iseut (film, 2002)
Pour les articles homonymes, voir Tristan et Iseut (homonymie).
Pour plus de détails, voir Fiche technique et Distribution.
Tristan et Iseut est un film d'animation franco-luxembourgeois, réalisé par Thierry Schiel, et sorti en 2002.

## Synopsis
Au royaume de Cornouailles, le chevalier Tristan sert avec courage son roi Mark. Mais il tombe amoureux de la princesse Iseut, fille du roi Anguish d'Irlande et promise à Mark. Epaulé par Puck, l'esprit farfelu de la forêt, et Teazle, la fée, Tristan est déchiré entre son amour et la fidélité qu'il voue à son roi, menacé par les machinations du baron Ganelon.

## Fiche technique
- Titre : Tristan et Iseut
- Réalisation : Thierry Schiel
- Production : Thierry Schiel, Sophia Kolokouri
- Scénario : Mike Carey
- Musique : Stéphane Meer
- Photographie :
- Direction artistique :
- Montage : Ciaran Mulhern
- Pays d'origine :  Luxembourg,  France
- Langue : français
- Format : couleurs
- Genre : animation
- Durée : 80 minutes
- Date de sortie : 3 avril 2002

## Distribution
- Jacques Balutin : Puck
- Thierry Buisson : Morholt
- Valérie de Vulpian : Iseut
- Paolo Domingo : Tristan
- Maaïke Jansen : Morwenna
- Michel Lasorne : Pedlar
- Pierre Laurent : Ganelon
- Michèle Lituac : Brangwen
- Michel Le Royer : Roi Mark
- Henri Poirier : Rual
- Blanche Ravalec : Eleanor
- Jean-Claude Robbe : Anguish
- Sylvain Solustri : Frocin
- Gérard Surugue : Marjedoc
- Bernard Woringer : Governal

## Chanson du générique
- Titre : Éternité
- Compositeur et réalisateur : Patrick Sigwalt
- Auteur : Sylvie Bonnet
- Arrangement : Gérard Salesses
- Chant : Mélanie Dermont, Théo Lohéas
- Bassiste : Christian Padovan
- Guitariste : Slim Pezin
- Batteur : Yves Sana
- Studio d'enregistrement : Studio Delphine Paris